# Torymus kononovae
Torymus kononovae är en stekelart som först beskrevs av Zerova och Seregina 1991.  Torymus kononovae ingår i släktet Torymus och familjen gallglanssteklar. Inga underarter finns listade i Catalogue of Life.